# South Harrow (Metropolitano de Londres)
South Harrow é uma estação do Metropolitano de Londres no ramal Uxbridge da linha Piccadilly. Fica entre as estações Rayners Lane e Sudbury Hill. Ela está localizada na Northolt Road (A312). A estação fica na Zona 5 do Travelcard. Existem vários pontos de ônibus fora da estação, bem como ramais de estábulos para trens noturnos.

## História
A estação South Harrow foi inaugurada em 28 de junho de 1903 pela District Railway (DR, agora a linha District) como o término de sua nova extensão de Park Royal & Twyford Abbey.